# Batalla de Dara
La batalla de Dara va ser una batalla entre l'Imperi Sassànida i l'Imperi Romà d'Orient que va tenir lloc l'any 530, dins del conflicte anomenat de la guerra d'Ibèria, que va durar de l'any 526 al 532.

## Prolegòmens
L'Imperi Romà d'Orient estava en guerra amb els Sassànides des de 527, en teoria perquè Cobades I havia intentat obligar a convertir-se al zoroastrisme als habitants d'Ibèria. El rei d'Ibèria va fugir davant de la força de Cobades, però aquest va tractar de negociar la pau amb els romans, i va intentar que Justinià I adoptés el seu fill Còsroes I. Justinià va rebutjar l'oferta i va enviar els seus generals Sittas i Belisari a Pèrsia, on inicialment van ser derrotats. Justinià va tractar de negociar, però Cobades va enviar 30.000 homes contra la ciutat de Dara l'any 529. Justinià nomenà Belisari mestre dels soldats d'Orient i com a tal comandant d'un dels cinc exèrcits de camp de l'imperi. Belisari va retornar l'any següent a la regió, amb Hermògenes i 25.000 homes, que es van fer forts a Dara. Les tropes perses van establir el campament a uns 5 quilòmetres de distància d'aquella ciutat.

## Batalla
Malgrat ser superat en nombre, Belisari va decidir atacar els perses, que es trobaven feblement armats. Va cavar una sèrie de rases a al camí cap a Dara, per bloquejar la cavalleria persa, i va organitzar la major part de la seva infanteria en un únic bloc. Als flancs va situar la cavalleria composta pels hèruls sota el comandament de Fares i Bounzes. Al flanc esquerre també va desplegar-hi 300 huns a cavall amb Sunicas i Aigan al comandament, més uns altres 600 en el flanc dret, sota el control de Simmas i Ascan. Es va quedar una reserva de cavalleria romana dirigida pel general Joan a la rereguarda del flanc dret. Abans de la batalla, aquestes forces es van ocultar darrere de les rases.
Els perses van formar en dues línies, el flanc dret sota el comandament de Pityaxes i el flanc esquerre dirigit per Baresamanes. Aquell primer dia, però, només es van produir escaramusses menors. una primera onada de cavalleria persa es va dirigir contra el flanc dret dels hèruls, que al principi van retrocedir, però que per temor a les represàlies dels seus aliats huns van contraatacar i van obligar els perses a retirar-se. Pel que sembla, després hi va haver una pausa en la qual un soldat persa va reptar els romans a un combat singular. Va ser derrotat per un hèrul anomenat Andreas. Posteriorment hi va haver un segon combat després del qual Andreas va tornar a vèncer, matant un segon adversari. Després d'això, els perses es van retirar al campament per passar la nit.
El segon dia de batalla, 10.000 perses més van arribar des de Nísibis. Els dos bàndols es van tornar a desplegar i van estar a l'expectativa tot el matí. Finalment, a la tarda es va produir un primer avenç persa; quan ambdós bàndols van estar a la distància suficient van començar a intercanviar onades de fletxes, amb alguna baixa però sense gran efectivitat. Mentrestant, Belisari va amagar una part de la seva força de cavalleria darrere d'un turó a l'esquerra de Dara. Els perses van atacar la línia romana i les tropes del centre van començar a replegar-se, moment en què, des de darrere del turó va sorgir la força oculta de Belisari i el flanc dret d'huns va atacar simultàniament, i van obligar els perses a retirar-se. Firouz va enviar els Immortals, les seves tropes d'elit, contra la cavalleria romana, que va ser derrotada. Tanmateix, Belisari va contraatacar i va dividir les tropes perses en dos grups aïllats: la meitat dels perses perseguia a la cavalleria romana, però la resta es van trobar atrapats i amb 5.000 homes van ser aniquilats, entre els quals hi havia també Baresmanes. La cavalleria romana també es va recuperar i va fer fugir els seus perseguidors. Belisari va permetre una persecució durant unes quantes milles, però va deixar escapar a la majoria dels supervivents perses.